# Antropora granulifera
Antropora granulifera is een mosdiertjessoort uit de familie van de Antroporidae. De wetenschappelijke naam van de soort is, als Membranipora granulifera, voor het eerst geldig gepubliceerd in 1880 door Hincks.